# Bim Bam
Bim Bam je nekdanja slovenska otroška revija za bralce med 3. in 8. letom starosti. Imela je priloženo zgoščenko. Prva številka je izšla oktobra 2003. Izhajala je do marca 2010.
Revijo so promovirali preko interneta ter z deljenjem promocijskega materiala v šolah in vrtcih. Leta 2005 je bila četrta najbolj brana otroška revija za Cicibanom, Cicidojem in Zmajčkom. Na leto je izšlo 10, skupno pa 66 številk. Bila je označena za posnemovalko interaktivnih vsebin revij Ciciban in Cicido.